# Badguir

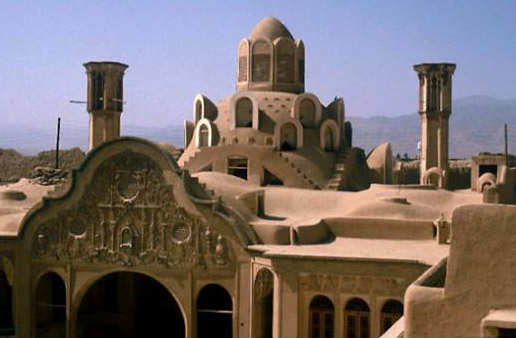
Maison des Boroudjerdis, à Kashan (Iran), construite en 1857. Un excellent exemple d'architecture en région désertique, où l'on peut remarquer deux hauts badguirs.

Le badguir (du persan بادگیر / bâdgir, littéralement « attrape-vent ») est un élément traditionnel d'architecture persane utilisé depuis des siècles pour créer une ventilation naturelle dans les bâtiments, en particulier ceux des quartiers d'été (en persan : تابستان‌نشین / tâbestân-nešin) situés au sud de la cour centrale de certaines maisons. Une pièce à vivre ventilée par un badguir est parfois appelée otagh-e badguir (en persan : اتاق بادگیر, otâq-e bâdgir, « la pièce du badguir »).

## Origine

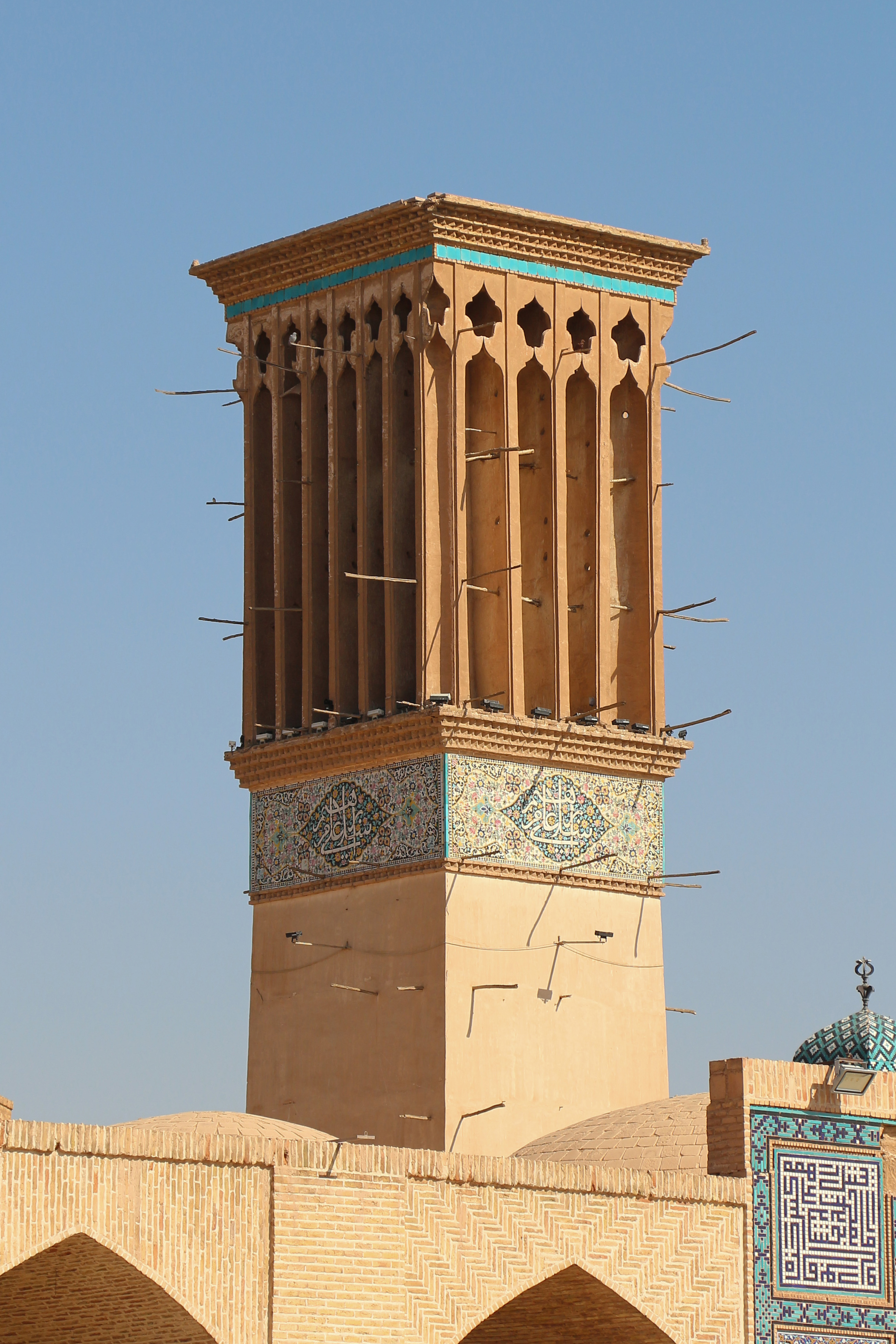
Complexe Ganjali Khan, à Kerman (Iran).

Le badguir est une invention venant du monde iranien. Les badguirs existent en particulier dans le centre désertique du pays, ainsi que dans les villes situées sur la rive nord du golfe Persique telles que Siraf, Laft (en), Lengueh ou Kong.
La cité antique de Yazd en particulier est connue comme la « ville des capteurs de vent », du fait du nombre important de bâdgirs que l’on y trouve. En particulier, le palais de Dowlat-âbâd, situé au milieu du jardin de bâgh-e-dôlat-âbâd, abrite le plus haut bâdgir du monde, dont la colonne octogonale atteint une hauteur de 34 mètres.

## Aspect
Les badguirs sont des conduits verticaux, ressemblant à de grandes cheminées, dotés de hautes fentes verticales sur la partie haute de leur façade permettant de capter les vents pour les diriger vers l'intérieur du bâtiment afin de le rafraîchir.
L'intérieur de la tour est séparé verticalement en plusieurs conduits afin de permettre la circulation de courants descendants (apportant la fraîcheur) et ascendants (expulsant l'air chaud).
La forme prise par les bâdgirs est variée. Elle peut être unidirectionnelle, bidirectionnelle ou multidirectionnelle[pas clair]. Cependant la plupart d'entre eux étaient construits en forme de polygone régulier, en particulier de carré ou d'octogone. Sa hauteur devait être supérieure à celle des autres éléments du toit afin de permettre une prise d'air optimale.
La forme prise par le bâdgir variait en fonction du climat. Dans les zones désertiques, les bâdgirs ne comportaient généralement qu'une unique ouverture, sur la face cachée des vents du désert afin d'éviter la pénétration du sable et de la poussière que ceux-ci charrient. Au contraire, dans les zones moins affectées par le désert, les bâdgirs de forme carrée voire octogonale permettaient un captage plus constant des vents. Ainsi les bâdgirs de la ville de Yazd, relativement protégée des typhons désertiques par deux chaînes de montagnes, sont généralement octogonaux et élevés (entre 15 et 18 mètres de hauteur). Inversement, les bâdgirs de Meybod, exposés directement aux intenses vents du désert, sont de faible hauteur et n’ont qu’une seule ouverture.

## Fonctionnement

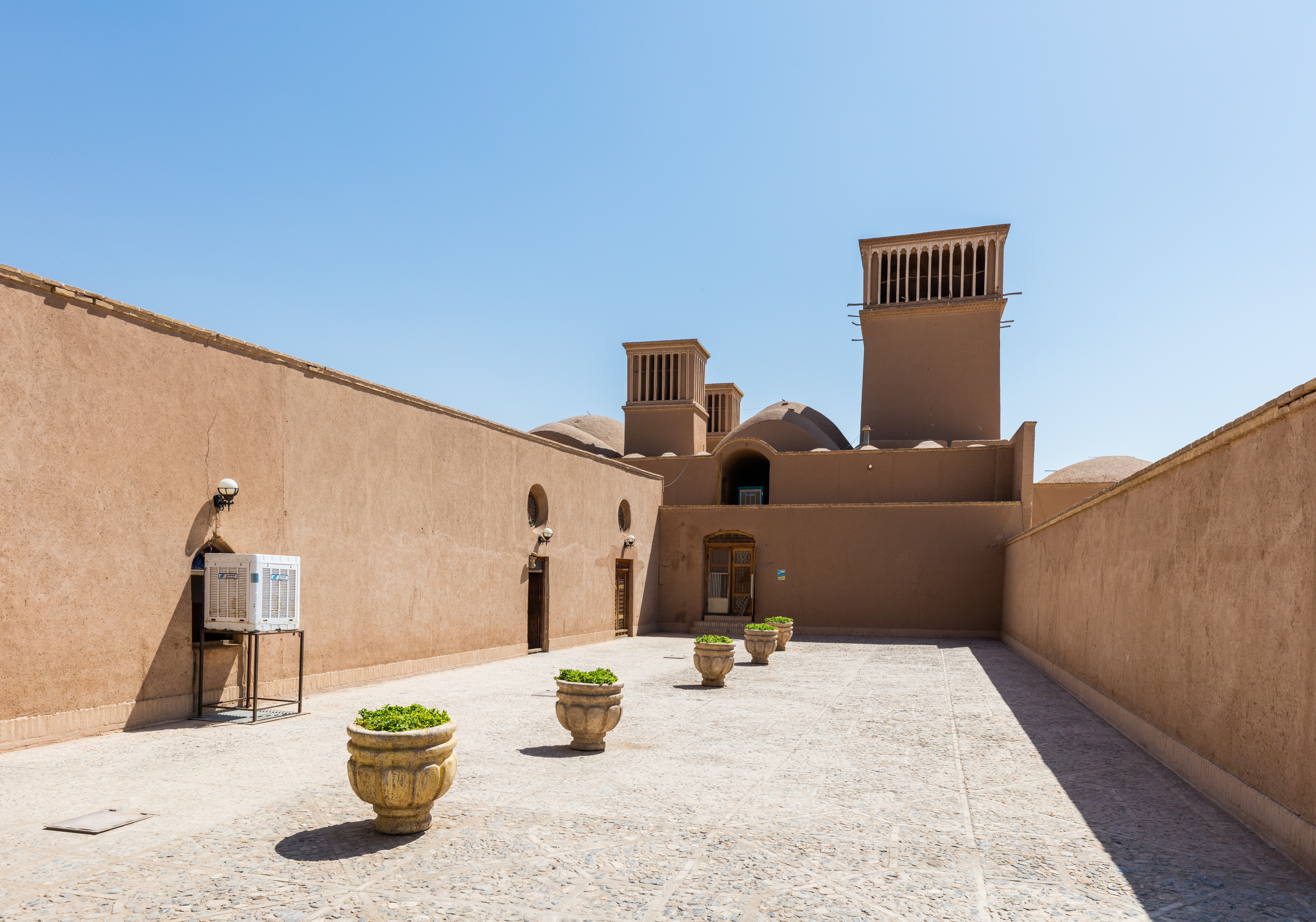
Un bâdgir « multidirectionnel » sur les toits de Yazd.

En fonction de la puissance du vent et du gradient de température entre l'intérieur et l'extérieur des bâtiments, deux principes sont en jeu dans l'effet réfrigérant des bâdgirs : l'effet attrape-vent et l'effet cheminée.

### Effet attrape-vent
On pense que ce capteur de vent fonctionne grâce à la faible différence de pression entre la base et le sommet à l'intérieur de la colonne. Ainsi, à chaque fois qu'un faible souffle de vent passe à travers le sommet du bâdgir (on ne sent pas la différence à la base de la colonne), la différence de pression aide à remonter l'air chaud vers le sommet et à amener de l'air frais vers le bas de la colonne. L'effet d'accumulation sur une période de 24 heures est notable.
Les bâdgirs sont historiquement bâtis en adobe, mélange de terre d’argile, de paille et d’eau. Les propriétés hygroscopiques de la terre crue (par enthalpie de changement d'état) et sa forte inertie thermique permettent de réduire la transmission de chaleur ; le capteur de vent rafraîchit ainsi considérablement les espaces bas dans les mosquées et les maisons en pleine journée.
Le bâdgir était souvent couplé à un second système de réfrigération afin de rafraîchir plus encore l'air capté par la tour. Le plus souvent, il s'agissait d'un bassin situé sous le bâdgir. Au contact de l'eau, l'air chaud provoquait une évaporation à la surface du bassin, perdant ainsi une partie de sa chaleur.
Les demeures les plus cossues disposaient d'un yakhtchal, un « stockage de glace » enterré disposant de murs de deux mètres d’épaisseur au moins et d'une base totalement imperméable qui rafraîchissait également l'air capté par le bâdgir avant qu'il ne soit canalisé vers d'autres pièces.

### Effet cheminée
En l'absence de vent, l'air contenu dans la tour, chauffée par le soleil, se réchauffe. Du fait de la convection, il monte, s'échappe de la tour par le haut et crée un appel d'air qui ventile les pièces situées sous le bâdgir.

## Utilisation

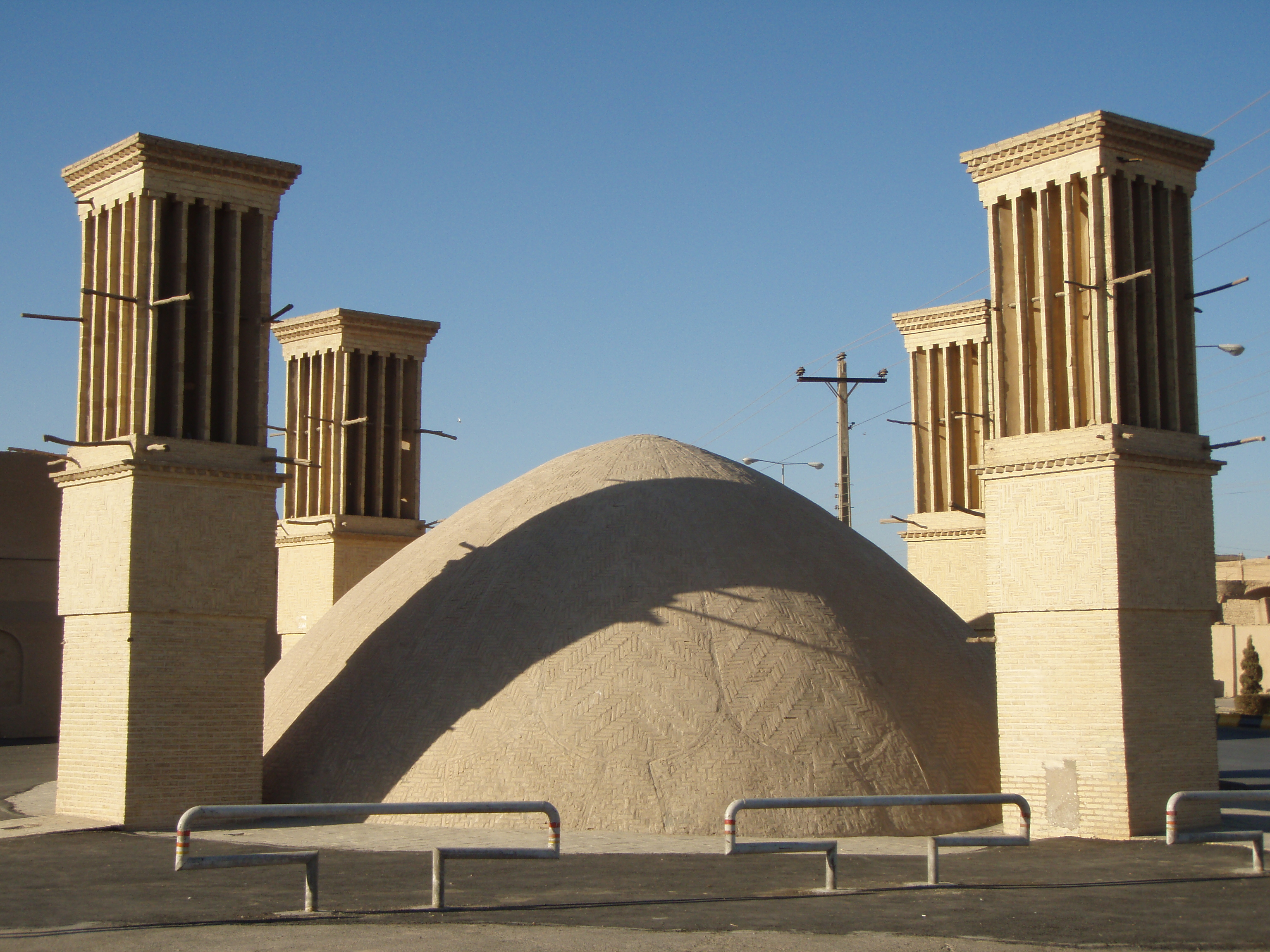
Réservoir d'eau réfrigéré par des bâdgirs à Yazd en Iran.

Le bâdgir est si efficace qu'il continue à être utilisé dans l'architecture iranienne contemporaine comme élément réfrigérant. De nombreux réservoirs d'eau traditionnels sont couplés à des capteurs de vent, permettant ainsi de stocker l'eau à des températures très fraîches pendant les mois d'été.
Les considérations écologiques actuelles ont provoqué un regain d'intérêt pour la technique du bâdgir qui représente une solution de réfrigération à faible empreinte environnementale car elle ne nécessite ni consommation d'énergie ni utilisation de matériaux rares.